# Юшков, Михаил Афанасьевич
Михаи́л Афана́сьевич Юшко́в (24 августа 1922 года — 1 марта 1945 года) — участник Великой Отечественной войны, разведчик 11-го гвардейского кавалерийского полка 4-й гвардейской кавалерийской дивизии 2-го гвардейского кавалерийского корпуса 1-го Белорусского фронта, Герой Советского Союза, гвардии красноармеец.

## Биография
Родился 24 августа 1922 года в деревне Коряково ныне Балахтинского района Красноярского края в семье крестьянина. Русский. Окончил 7 классов. Работал заведующим избой-читальней, затем продавцом в сельпо.
В Красной армии с 1944 года. В этом же году прибыл на фронт и был зачислен во 2-й гвардейский кавалерийский корпус разведчиком. Участвовал в Белорусской и Висло-Одерской операциях советских войск. За отличие в боях за город Седлец (Седльце, Польша) в августе 1944 года награждён медалью «За отвагу». За форсирование реки Одер и боях на плацдарме в районе города Франкфурта награждён орденом Красной Звезды.
1 марта 1945 года группа разведчиков, выполняя задачу по захвату контрольного пленного на сильно укреплённом рубеже Линде — Гросс — Бори (южнее города Франкфурт-на-Одере, Германия) скрытно подползла к траншеям противника. Гвардии красноармеец Юшков бросился на станковый пулемёт, который преградил им дорогу. В рукопашной схватке он уничтожил пулемётный расчет. Немцы в панике бежали. В 200—300 метрах за траншеями стояли без горючего два танка, одна самоходная пушка и вели огонь. Подход к ним прикрывал второй станковый пулемёт в доте.
Гвардии красноармеец Юшков сам попросил разрешения уничтожить его. Он подполз на 20 метров к доту и бросил в него две гранаты. Но уничтожить станковый пулемёт ему не удалось. Видя уже надвигающуюся цепь своих товарищей, Юшков бросился и закрыл своим телом амбразуру, обеспечив тем самым в решающий момент успех боевого задания. Воодушевленные героическим самопожертвованием товарища остальные разведчики яростно кинулись на врага.
В этом бою они захватили два танка, одну самоходную пушку, две 105-миллиметровые пушки и много другого вооружения. Занимаемый рубеж удерживался до подхода наших подразделений.
Гвардии красноармеец Юшков показал в этом бою беспредельную преданность Родине, высокую воинскую доблесть и погиб смертью Героя.
Указом Президиума Верховного Совета СССР от 31 мая 1945 года за образцовое выполнение боевых заданий командования на фронте борьбы с немецкими захватчиками и проявленные при этом отвагу и геройство гвардии красноармейцу Юшкову Михаилу Афанасьевичу посмертно было присвоено звание Героя Советского Союза.
Похоронен с отданием почестей в населённом пункте Цахарин в Германии.

## Семья
Отец — Юшков Афанасий, мать — Юшкова Александра Михайловна.

## Награды
- Медаль «Золотая Звезда» Героя Советского Союза;
- орден Ленина;
- орден Красной Звезды;
- медаль «За отвагу».

## Память
- Именем Героя названа улица в Октябрьском районе Красноярска.
- Имя Героя носит средняя школа № 55 в  Красноярске

1. ↑  Ныне Балахтинский район (ранее территория Даурского района), Красноярский край, Россия. Сохранилось ли название и сам населённый пункт Коряково по имеющимся источникам не установлено.
2. ↑  Южнее города Франкфурт-на-Одере. Ныне Германия.